# افی (مینه‌سوتا)
افی، مینه‌سوتا (به انگلیسی: Effie, Minnesota) یک شهر در ایالات متحده آمریکا است که در مینه‌سوتا واقع شده‌است.

## خصوصیات
افی ۹٫۴۳ کیلومترمربع مساحت و ۱۲۳ نفر جمعیت دارد و ۴۲۳ متر بالاتر از سطح دریا واقع شده‌است.